# Auriol Dongmo
Auriol Sally Dongmo Mekemnang, född 3 augusti 1990 i Ngaoundéré i Kamerun, är en portugisisk kulstötare och diskuskastare.

## Karriär
I mars 2022 vid inomhus-VM i Belgrad tog Dongmo guld i kula och satte ett nytt portugisiskt rekord efter en stöt på 20,43 meter. I augusti 2022 vid EM i München tog hon silver och satte ett nytt portugisiskt rekord utomhus efter en stöt på 19,82 meter.
I mars 2023 tog Dongmo sitt andra raka guld i kultävlingen vid europeiska inomhusmästerskapen i Istanbul med en stöt på 19,76 meter, vilket blev nytt europaårsbästa.

## Tävlingar

### Internationella
| År                    | Tävling                        | Plats                | Placering            | Gren                 | Distans              |
| Tävlande för Kamerun  | Tävlande för Kamerun           | Tävlande för Kamerun | Tävlande för Kamerun | Tävlande för Kamerun | Tävlande för Kamerun |
| --------------------- | ------------------------------ | -------------------- | -------------------- | -------------------- | -------------------- |
| 2011                  | Allafrikanska spelen           | Maputo               | 1:a                  | Kulstötning          | 16,03 m              |
| 2011                  | Allafrikanska spelen           | Maputo               | 5:e                  | Diskus               | 40,34 m              |
| 2012                  | Afrikanska mästerskapen        | Porto-Novo           | 3:e                  | Kulstötning          | 15,41 m              |
| 2013                  | Frankofonska spelen            | Nice                 | 3:e                  | Kulstötning          | 15,30 m              |
| 2014                  | Samväldesspelen                | Glasgow              | 7:e                  | Kulstötning          | 16,50 m              |
| 2014                  | Afrikanska mästerskapen        | Marrakesh            | 1:a                  | Kulstötning          | 16,84 m              |
| 2014                  | Afrikanska mästerskapen        | Marrakesh            | 8:e                  | Diskus               | 41,35 m              |
| 2014                  | Kontinentalcupen               | Marrakesh            | 7:e                  | Kulstötning          | 15,77 m              |
| 2015                  | Världsmästerskapen             | Peking               | 20:e (kval)          | Kulstötning          | 16,85 m              |
| 2015                  | Afrikanska spelen              | Brazzaville          | 1:a                  | Kulstötning          | 17,21 m              |
| 2015                  | Afrikanska spelen              | Brazzaville          | 5:e                  | Diskus               | 45,14 m              |
| 2015                  | Militära världsspelen          | Mungyeong            | 3:e                  | Kulstötning          | 17,64 m              |
| 2015                  | Militära världsspelen          | Mungyeong            | 8:e                  | Diskus               | 46,44 m              |
| 2016                  | Afrikanska mästerskapen        | Durban               | 1:a                  | Kulstötning          | 17,64 m              |
| 2016                  | Afrikanska mästerskapen        | Durban               | 7:e                  | Diskus               | 47,00 m              |
| 2016                  | Olympiska sommarspelen         | Rio de Janeiro       | 12:e                 | Kulstötning          | 16,99 m              |
| 2017                  | Islamic Solidarity Games       | Baku                 | 1:a                  | Kulstötning          | 17,75 m              |
| 2017                  | Frankofonska spelen            | Abidjan              | 1:a                  | Kulstötning          | 17,68 m              |
| 2017                  | Världsmästerskapen             | London               | –                    | Kulstötning          | NM                   |
| Tävlande för Portugal |                                |                      |                      |                      |                      |
| 2021                  | Europeiska inomhusmästerskapen | Toruń                | 1:a                  | Kulstötning          | 19,34 m              |
| 2021                  | Olympiska sommarspelen         | Tokyo                | 4:e                  | Kulstötning          | 19,57 m              |
| 2022                  | Inomhusvärldsmästerskapen      | Belgrad              | 1:a                  | Kulstötning          | 20,43 m              |
| 2022                  | Världsmästerskapen             | Eugene               | 5:e                  | Kulstötning          | 19,62 m              |
| 2022                  | Europamästerskapen             | München              | 2:a                  | Kulstötning          | 19,82 m              |
| 2023                  | Europeiska inomhusmästerskapen | Istanbul             | 1:a                  | Kulstötning          | 19,76 m              |
| 2023                  | Världsmästerskapen             | Budapest             | 4:e                  | Kulstötning          | 19,69 m              |
| 2025                  | Europeiska inomhusmästerskapen | Apeldoorn            | 3:e                  | Kulstötning          | 19,26 m              |

### Nationella
| - Portugisiska friidrottsmästerskapen (utomhus): - 2019: Guld – Kulstötning (17,90 meter, Lissabon) - 2020: Guld – Kulstötning (19,53 meter, Lissabon) - 2022: Guld – Kulstötning (19,00 meter, Leiria) | - Portugisiska friidrottsmästerskapen (inomhus): - 2019: Guld – Kulstötning (16,57 meter, Pombal) - 2020: Guld – Kulstötning (18,37 meter, Pombal) - 2021: Guld – Kulstötning (18,91 meter, Braga) - 2022: Guld – Kulstötning (19,90 meter, Pombal) - 2023: Guld – Kulstötning (18,90 meter, Pombal) - 2025: Silver – Kulstötning (19,00 meter, Pombal) |

## Personliga rekord
| Utomhus - Kulstötning – 19,82 m (München, 15 augusti 2022) 0NR0 - Diskuskastning – 47,00 m (Durban, 24 juni 2016) | Inomhus - Kulstötning – 20,43 m (Belgrad, 18 mars 2022) 0NR0 |